# 伦皮河国家公园
伦皮河国家公园（芬蘭語：Lemmenjoen kansallispuisto），是芬蘭北部拉普蘭區的一個國家公園。伦皮河国家公园成立於1956年，成立之後兩次擴大範圍。現在伦皮河国家公园的總面積達2,850平方（1,100平方英里），是芬蘭及歐洲面積最大的國家公園之一。伦皮河国家公园和挪威的上阿纳尔河国家公园接壤。
国家公园的自然景观包括桦树林、广阔的沼泽以及古老的松树林，而国家公园内最高的山峰高约600米。国家公园的大多数游客都是夏季徒步旅行者。